# Ozgon
Ozgon (en kirguís: Өзгөн Özgön; en rus: Узген) és una ciutat situada a la província d'Oix al Kirguizstan, amb uns 40.000 habitants. També fou coneguda històricament com a Uzkend (Uzkand, Uzgand, Ozdjand, Özkend), una antiga ciutat de l'Àsia central a la vall de Ferganà. Es troba en la Ruta de Seda.
A mitjan segle ix governava a la ciutat un potentat local que portava el nom turc de Khurtigin. Va dependre després dels samànides i d'aquests va passar als karakhànides i fou seu d'una de les branques de kan turcs karakhànides. Arslan Ilil Nasr ibn Ali, rei d'Uzkend a Fergana (mort el 1012 o 1013) va derrotar els samànides, va entrar vencedor a Bukharà el 23 d'octubre del 999 i va annexionar la Transoxiana, on hi va haver resistència fins al 1005. Arslan va tenir inicialment bones relacions amb Mahmud de Gazni (998-1030), a qui va donar una filla en matrimoni. Mentre Mahmud era a l'Índia (1004-1006) Arslan va envair el Khurasan i va saquejar Balkh i Nixapur. Mahmud va retornar a l'Iran i va derrotar el karakhànida a Charkiyan, prop de Balkh (4 de gener del 1008). Arslan Ilil Nasr va tenir l'ajut del seu cosí Kadir Khan Yusuf, príncep de Khotan, però en canvi el seu propi germà, Thugan Khan, va fer costat a Mahmud. Vers el 1025 va passar a mans de Yusuf Kadir Khan ibn Harun Bughra Khan, que hi va encunyar moneda. Va restar en mans dels karakhànides (hi van encunyar moneda fins al 1213) fins a l'arribada dels mongols. Els governadors mongols de Fergana van traslladar la residència a Andidjan i la vila va començar a declinar. Al segle xx era una vila secundària, però als darrers anys s'ha recuperat lleugerament.